# 1481
Il 1481 (MCDLXXXI in numeri romani) è un anno  del XV secolo.

## Eventi
- La Provenza diventa francese.

## Nati
- 15 gennaio - Ashikaga Yoshizumi, militare giapponese († 1511)
- 2 marzo - Franz von Sickingen, militare tedesco († 1523)
- 7 marzo - Baldassarre Peruzzi, architetto, pittore e scenografo italiano († 1536)
- 12 aprile - Hieronymus Schurff, giurista svizzero († 1554)
- 3 maggio - Juana Vázquez y Gutiérrez, badessa e mistica spagnola († 1534)
- 14 maggio - Roberto del Palatinato, vescovo cattolico e generale tedesco († 1503)
- 30 giugno - Pietro Paolo Boscoli, politico italiano († 1513)
- 2 luglio - Cristiano II di Danimarca, re († 1559)
- 21 agosto - Giorgio di Lencastre, principe portoghese († 1550)
- 28 agosto - Sá de Miranda, poeta e drammaturgo portoghese († 1558)
- 13 settembre - Ippolita Sforza, italiana († 1521)
- 27 dicembre - Casimiro di Brandeburgo-Bayreuth († 1527)
- Alfonso d'Aragona, principe († 1500)
- Nicolas Audet, religioso cipriota († 1562)
- Pietro Barilotto, scultore italiano († 1533)
- Girolamo Bencucci, vescovo cattolico e politico italiano († 1533)
- Goffredo Borgia, nobile italiano († 1517)
- Tommaso Campeggi, vescovo cattolico italiano († 1564)
- Paolo Emilio Cesi, cardinale italiano († 1537)
- Mateo Flecha il Vecchio, compositore spagnolo († 1553)
- Richard Grey, III conte di Kent, nobile inglese († 1524)
- Claude de Longwy de Givry, vescovo cattolico e cardinale francese († 1561)
- Giovanni Antonio Requesta, pittore italiano († 1528)
- Wilhelm von Roggendorf, militare austriaco († 1541)
- Bastiano da Sangallo, architetto, scenografo e pittore italiano († 1551)
- Christoph von Scheurl, giurista, politico e umanista tedesco († 1542)
- Giovanni Stewart, generale scozzese († 1536)
- Marcantonio della Torre, anatomista italiano († 1511)
- Giovanni Maria da Varano, politico italiano († 1527)

## Morti
- 6 gennaio - Akhmat Khan, condottiero mongolo
- 7 febbraio - Giulio Antonio I Acquaviva d'Aragona, nobile e condottiero italiano
- 22 febbraio - Carlo I d'Amboise, nobile francese (n. 1430)
- 24 febbraio - Costanzo da Fabriano, presbitero italiano
- 3 maggio - Maometto II, sultano ottomano (n. 1432)
- 4 maggio - Karamanlı Mehmed Pascià, politico ottomano
- 18 maggio - Giacomo I Malaspina, nobile italiano
- 21 maggio - Cristiano I di Danimarca, re danese (n. 1426)
- 31 luglio - Francesco Filelfo, umanista e scrittore italiano (n. 1398)
- 3 agosto - Giovanni da Colonia, architetto tedesco
- 28 agosto - Alfonso V del Portogallo, sovrano (n. 1432)
- 3 settembre - Amalia di Hohenzollern, nobile (n. 1461)
- 5 settembre - Giovanni I di Kleve, duca (n. 1419)
- 14 settembre - Gaspare Martinengo, condottiero italiano
- 21 settembre - Bartolomeo Sacchi, umanista e gastronomo italiano (n. 1421)
- 29 ottobre - Giovanni di Paolo Rucellai, mercante, umanista e scrittore italiano (n. 1403)
- 7 novembre - Barbara di Brandeburgo, nobile (n. 1422)
- 19 novembre - Anne de Mowbray, VIII contessa di Norfolk, nobile britannica (n. 1472)
- 21 novembre - Cosma Orsini, cardinale e arcivescovo cattolico italiano (n. 1420)
- 30 novembre - Doramas, condottiero
- Asakura Toshikage, militare giapponese (n. 1428)
- Maria Caldora, nobile italiana
- Carlo V d'Angiò, nobile francese (n. 1446)
- Diego I Cavaniglia, nobile e condottiero italiano (n. 1448)
- Lekë Dukagjini, condottiero albanese (n. 1410)
- Jean Fouquet, pittore e miniatore francese
- Antonio Gambello, architetto italiano
- Susanna Gonzaga, nobile e religiosa (n. 1447)
- Ikkyū Sōjun, monaco buddhista, abate e poeta giapponese (n. 1394)
- Gian Lodovico I Pallavicino, ambasciatore e politico italiano (n. 1425)
- Giovanni de' Pazzi, nobile italiano (n. 1439)
- Niccolò Porcinari, politico italiano (n. 1411)
- Sai Tia Kaphut, sovrano laotiano (n. 1415)
- Sano di Pietro, pittore e miniatore italiano (n. 1405)
- Nicodemo Trincadini, diplomatico, politico e nobile italiano (n. 1411)
- Mary Woodville, nobile inglese (n. 1456)
- Jacopo Zeno, vescovo cattolico e umanista italiano (n. 1418)
- Giovanni Angelo d'Antonio, pittore italiano
- Matteo di Capua, condottiero italiano (n. 1425)

## Calendario
| Calendario 1481 | Calendario 1481 | Calendario 1481 | Calendario 1481 | Calendario 1481 | Calendario 1481 | Calendario 1481 | Calendario 1481 | Calendario 1481 | Calendario 1481 | Calendario 1481 | Calendario 1481 | Calendario 1481 | Calendario 1481 | Calendario 1481 | Calendario 1481 | Calendario 1481 | Calendario 1481 | Calendario 1481 | Calendario 1481 | Calendario 1481 | Calendario 1481 | Calendario 1481 | Calendario 1481 | Calendario 1481 | Calendario 1481 | Calendario 1481 | Calendario 1481 | Calendario 1481 | Calendario 1481 | Calendario 1481 | Calendario 1481 | Calendario 1481 |
| --------------- | --------------- | --------------- | --------------- | --------------- | --------------- | --------------- | --------------- | --------------- | --------------- | --------------- | --------------- | --------------- | --------------- | --------------- | --------------- | --------------- | --------------- | --------------- | --------------- | --------------- | --------------- | --------------- | --------------- | --------------- | --------------- | --------------- | --------------- | --------------- | --------------- | --------------- | --------------- | --------------- |
|                 | 1               | 2               | 3               | 4               | 5               | 6               | 7               | 8               | 9               | 10              | 11              | 12              | 13              | 14              | 15              | 16              | 17              | 18              | 19              | 20              | 21              | 22              | 23              | 24              | 25              | 26              | 27              | 28              | 29              | 30              | 31              |                 |
| Gennaio         | Lu              | Ma              | Me              | Gi              | Ve              | Sa              | Do              | Lu              | Ma              | Me              | Gi              | Ve              | Sa              | Do              | Lu              | Ma              | Me              | Gi              | Ve              | Sa              | Do              | Lu              | Ma              | Me              | Gi              | Ve              | Sa              | Do              | Lu              | Ma              | Me              |                 |
| Febbraio        | Gi              | Ve              | Sa              | Do              | Lu              | Ma              | Me              | Gi              | Ve              | Sa              | Do              | Lu              | Ma              | Me              | Gi              | Ve              | Sa              | Do              | Lu              | Ma              | Me              | Gi              | Ve              | Sa              | Do              | Lu              | Ma              | Me              |                 |                 |                 |                 |
| Marzo           | Gi              | Ve              | Sa              | Do              | Lu              | Ma              | Me              | Gi              | Ve              | Sa              | Do              | Lu              | Ma              | Me              | Gi              | Ve              | Sa              | Do              | Lu              | Ma              | Me              | Gi              | Ve              | Sa              | Do              | Lu              | Ma              | Me              | Gi              | Ve              | Sa              |                 |
| Aprile          | Do              | Lu              | Ma              | Me              | Gi              | Ve              | Sa              | Do              | Lu              | Ma              | Me              | Gi              | Ve              | Sa              | Do              | Lu              | Ma              | Me              | Gi              | Ve              | Sa              | Do              | Lu              | Ma              | Me              | Gi              | Ve              | Sa              | Do              | Lu              |                 |                 |
| Maggio          | Ma              | Me              | Gi              | Ve              | Sa              | Do              | Lu              | Ma              | Me              | Gi              | Ve              | Sa              | Do              | Lu              | Ma              | Me              | Gi              | Ve              | Sa              | Do              | Lu              | Ma              | Me              | Gi              | Ve              | Sa              | Do              | Lu              | Ma              | Me              | Gi              |                 |
| Giugno          | Ve              | Sa              | Do              | Lu              | Ma              | Me              | Gi              | Ve              | Sa              | Do              | Lu              | Ma              | Me              | Gi              | Ve              | Sa              | Do              | Lu              | Ma              | Me              | Gi              | Ve              | Sa              | Do              | Lu              | Ma              | Me              | Gi              | Ve              | Sa              |                 |                 |
| Luglio          | Do              | Lu              | Ma              | Me              | Gi              | Ve              | Sa              | Do              | Lu              | Ma              | Me              | Gi              | Ve              | Sa              | Do              | Lu              | Ma              | Me              | Gi              | Ve              | Sa              | Do              | Lu              | Ma              | Me              | Gi              | Ve              | Sa              | Do              | Lu              | Ma              |                 |
| Agosto          | Me              | Gi              | Ve              | Sa              | Do              | Lu              | Ma              | Me              | Gi              | Ve              | Sa              | Do              | Lu              | Ma              | Me              | Gi              | Ve              | Sa              | Do              | Lu              | Ma              | Me              | Gi              | Ve              | Sa              | Do              | Lu              | Ma              | Me              | Gi              | Ve              |                 |
| Settembre       | Sa              | Do              | Lu              | Ma              | Me              | Gi              | Ve              | Sa              | Do              | Lu              | Ma              | Me              | Gi              | Ve              | Sa              | Do              | Lu              | Ma              | Me              | Gi              | Ve              | Sa              | Do              | Lu              | Ma              | Me              | Gi              | Ve              | Sa              | Do              |                 |                 |
| Ottobre         | Lu              | Ma              | Me              | Gi              | Ve              | Sa              | Do              | Lu              | Ma              | Me              | Gi              | Ve              | Sa              | Do              | Lu              | Ma              | Me              | Gi              | Ve              | Sa              | Do              | Lu              | Ma              | Me              | Gi              | Ve              | Sa              | Do              | Lu              | Ma              | Me              |                 |
| Novembre        | Gi              | Ve              | Sa              | Do              | Lu              | Ma              | Me              | Gi              | Ve              | Sa              | Do              | Lu              | Ma              | Me              | Gi              | Ve              | Sa              | Do              | Lu              | Ma              | Me              | Gi              | Ve              | Sa              | Do              | Lu              | Ma              | Me              | Gi              | Ve              |                 |                 |
| Dicembre        | Sa              | Do              | Lu              | Ma              | Me              | Gi              | Ve              | Sa              | Do              | Lu              | Ma              | Me              | Gi              | Ve              | Sa              | Do              | Lu              | Ma              | Me              | Gi              | Ve              | Sa              | Do              | Lu              | Ma              | Me              | Gi              | Ve              | Sa              | Do              | Lu              |                 |